# 2559 Svoboda
2559 Svoboda (1981 UH) là một tiểu hành tinh vành đai chính được phát hiện ngày 23 tháng 10 năm 1981 bởi A. Mrkos ở Klet.